# M1-Wagen
Als M1-Wagen werden Reisezugwagen der NMBS/SNCB bezeichnet, die zwischen 1935 und 1937 hergestellt wurden. M1-Wagen waren in drei Varianten im Einsatz: Als gemischtklassige Wagen mit erster und zweiter Wagenklasse M1 AB, als rein zweitklassige Wagen M1 B und ab 1966 als Steuerwagen zweiter Klasse M1 BDx.

## Geschichte

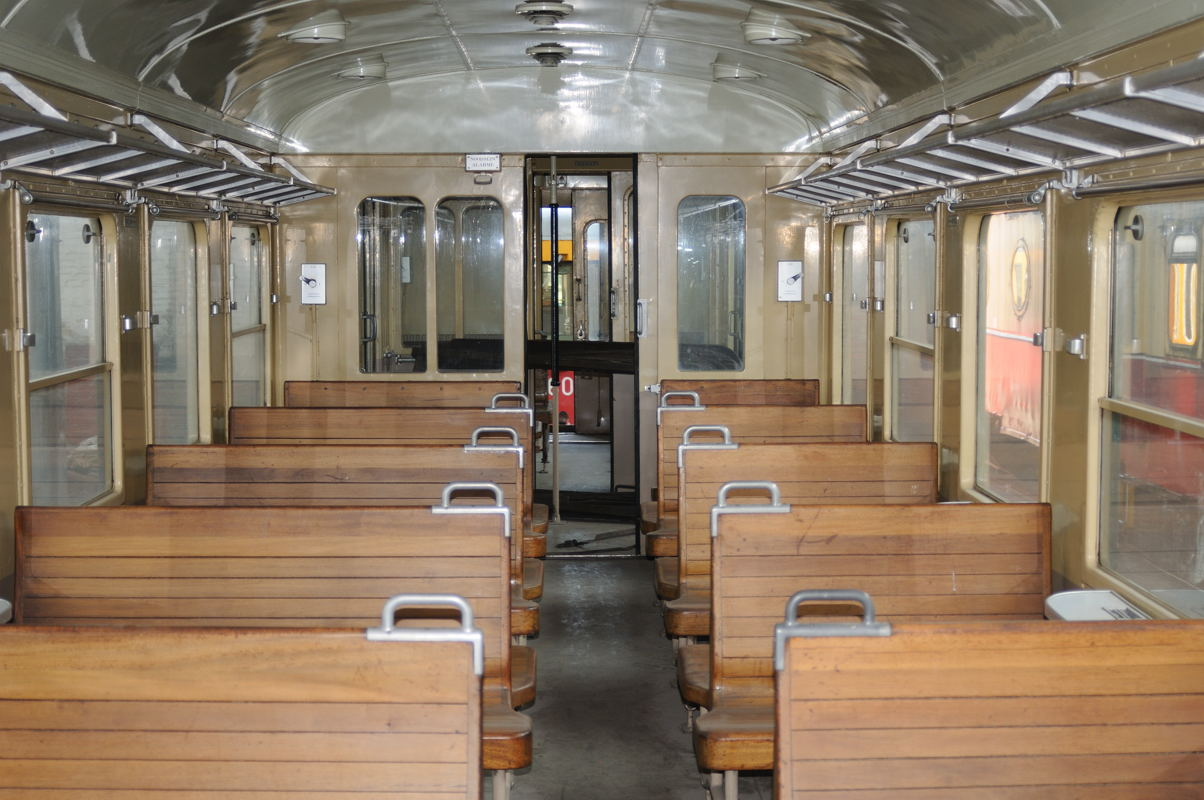
Innenraum in der 2. Wagenklasse

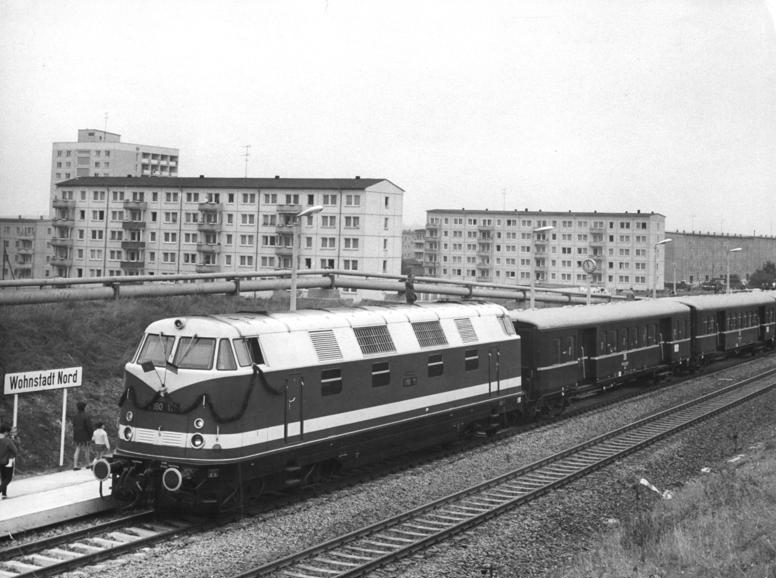
DR-Baureihe V 180 mit M1-Wagen 1969 in Halle-Nord

Um verschiedene Wagen aus dem 19. Jahrhundert zu ersetzen, schrieb die NMBS/SNCB Anfang der 1930er Jahre einen Auftrag über eine größere Anzahl an Reisezugwagen aus. Die Ateliers de la Dyle aus Löwen sowie die Ateliers Métallurgiques de Nivelles beteiligten sich und lieferten je drei Prototypen. Die Konstruktion der Ateliers de la Dyle konnte überzeugen; auf ihrer Basis wurden über 400 Serienwagen hergestellt.
Im Zweiten Weltkrieg wurden zahlreiche Wagen zerstört; beschädigte Wagen jedoch größtenteils wieder aufgebaut. Durch die deutsche Besatzung gelangten M1-Wagen auch nach Deutschland und wurden später von der Deutschen Reichsbahn in der Rbd Halle bis in die 1970er Jahre eingesetzt.
1966 begann der Umbau von M1 B-Wagen zu Steuerwagen. Die ersten Wendezüge fuhren ab dem 1. August 1966 zwischen Pepinster und Spa. Drei Steuerwagen erhielten zudem ein drittes Spitzenlicht, um nach Frankreich und nach Maastricht verkehren zu können.
Ab 1980 wurden die M1-Wagen zunehmend ausgemustert und durch M4-Wagen ersetzt. Geplant war, bis zur Einführung des IC/IR-Plans 1984 sämtliche M1-Wagen aus dem Verkehr zu ziehen. Vor allem die Steuerwagen, die mit M2-Wagen kompatibel waren, wurden jedoch bis 1986 eingesetzt, zuletzt zwischen Mons und Geraardsbergen.
20 M1-Wagen sind museal erhalten worden.

## Ausstattung
Der Wagenkasten der M1-Wagen war eine vollständige Metallkonstruktion; die Türen konnten, zu dieser Zeit ein großer Fortschritt, pneumatisch angesteuert werden. Der Komfort der Wagen wurde dagegen häufig bemängelt: In der zweiten Klasse waren nur Holzbänke vorhanden, die Fenster waren schwergängig, die Abschirmung von Schall unzureichend und die Federung hart. Dennoch erfolgte während der gesamten Einsatzzeit in Belgien keine Modernisierung der Wagen.